# PGC 1705984
LEDA/PGC 1705984 ist eine Galaxie im Sternbild Andromeda, die schätzungsweise 1 Milliarde Lichtjahre von der Milchstraße entfernt ist. Im selben Himmelsareal befinden sich u. a. die Galaxien NGC 280 und NGC 304.